# (23888) Daikinoshita
(23888) Daikinoshita est un astéroïde de la ceinture principale.

## Description
(23888) Daikinoshita est un astéroïde de la ceinture principale. Il fut découvert le 18 septembre 1998 à la station Anderson Mesa par le programme LONEOS. Il présente une orbite caractérisée par un demi-grand axe de 2,53 UA, une excentricité de 0,15 et une inclinaison de 7,2° par rapport à l'écliptique.

## Compléments